# Brian Finnigan
Brian Vincent Finnigan (ur. 2 sierpnia 1938 w Port Fairy) – australijski duchowny rzymskokatolicki, biskup pomocniczy archidiecezji Brisbane w latach 2002-2015.

## Życiorys
Święcenia kapłańskie otrzymał 23 maja 1970 z rąk Jamesa Patricka O'Collinsa, ówczesnego ordynariusza diecezji Ballarat, do której został inkardynowany. Pełnił funkcje m.in. sekretarza biskupiego (1979-1985), proboszcza parafii katedralnej (1985-1989), a także wikariusza generalnego diecezji (1996-2002).

### Episkopat
31 stycznia 2002 papież Jan Paweł II mianował go biskupem pomocniczym Brisbane ze stolicą tytularną Rapidum. Sakry udzielił mu 8 kwietnia 2002 John Bathersby, ówczesny arcybiskup metropolita Brisbane. 2 maja 2011 papież Benedykt XVI powierzył mu stanowisko administratora apostolskiego diecezji Toowoomba, zachowując również jego dotychczasowe obowiązki w Brisbane.
30 grudnia 2015 przeszedł na emeryturę.